# الدوري التونسي لكرة اليد 2002–03
الدوري التونسي لكرة اليد 2002-2003 هو الدورة 48 من الدوري التونسي لكرة اليد للرجال.
فاز بهذا الموسم النجم الرياضي الساحلي.

## روابط خارجية
- الموقع الرسمي للجامعة التونسية لكرة اليد.